# Калтан (Оренбургская область)
Калтан — село в Красногвардейском районе Оренбургской области. Входит в состав Подольского сельсовета.

## География
Находится на расстоянии примерно 4 километра на юго-восток от районного центра села Плешаново.

## Население
Население составляло 360 человек в 2002 году (русские 65%), 322 по переписи 2010 года.

## История
Основано немцами-меннонитами в 1891-1892 годах.